# Maximilian Breunig
Maximilian Breunig (* 14. August 2000 in Würzburg) ist ein deutscher Fußballspieler.

## Karriere

### Verein
Breunig wechselte im November 2015 von der SpVgg Greuther Fürth in die Jugendabteilung der Würzburger Kickers. Dort kam er als 17-Jähriger zu seinem ersten Einsatz im Profibereich in der 3. Liga, als er am 12. Mai 2018, dem 38. Spieltag, beim 3:1-Auswärtssieg gegen den FC Rot-Weiß Erfurt in der 86. Spielminute für Dominic Baumann eingewechselt wurde. Zur Saison 2018/19 wurde er an den Zweitligisten FC Ingolstadt 04 ausgeliehen, für dessen A-Jugend er hauptsächlich spielte. Danach kehrte er zu den Würzburger Kickers zurück. In der Saison 2019/20 kam er zu elf Drittligaeinsätzen für Würzburg und erzielte dabei drei Tore. Mit dem Verein stieg er zu Saisonende in die 2. Bundesliga auf.
Nach dem Aufstieg wurde er im September 2020 an den österreichischen Bundesligisten FC Admira Wacker Mödling verliehen. Bis zum Ende der Leihe absolvierte der Deutsche 23 Partien in der Bundesliga, in denen er fünf Tore erzielte.
Zur Saison 2021/22 kehrte Breunig zu den Würzburger Kickers zurück, die in die 3. Liga abgestiegen waren. Er kam 21-mal zum Einsatz und erzielte 3 Tore. Die Kickers mussten den zweiten Abstieg in Folge hinnehmen, womit er den Verein verließ. Zur Saison 2022/23 schloss er sich innerhalb der 3. Liga der zweiten Mannschaft des SC Freiburg an. Er absolvierte 17 Drittligaspiele, in denen er 3 Tore erzielte. Ende August 2023 saß er unter Christian Streich bei einem Bundesligaspiel erstmals auf der Bank. Am 7. Spieltag bei der 3:0-Auswärtsniederlage gegen den FC Bayern München kam Breunig nach einer Einwechslung zu seinem ersten Einsatz in der Bundesliga. Im Europa-League-Heimspiel gegen West Ham United wurde er in der 86. Minute für Vincenzo Grifo eingewechselt.
Zur Saison 2024/25 wechselte er zum Erstligisten 1. FC Heidenheim. Im ersten Saisonspiel, im DFB-Pokal gegen den FC 08 Villingen, gelangen Breunig drei Tore.

### Nationalmannschaft
Breunig bestritt im April 2019 ein Spiel für die deutsche U19-Nationalmannschaft gegen die dänische U19-Nationalmannschaft.

## Erfolge
- Aufstieg in die 2. Bundesliga: 2020

## Privates
Sein jüngerer Bruder Louis ist ebenfalls Fußballprofi und stand mit ihm gemeinsam bei den Würzburger Kickers unter Vertrag. Mittlerweile spielt Louis beim SSV Jahn Regensburg in der 2. Bundesliga.